# 埃爾克帕克 (北卡羅萊納州)
埃爾克帕克（英語：Elk Park）是一個位於美國北卡羅萊納州埃弗里縣的城鎮。

## 人口
根據2020年美國人口普查的數據，埃爾克帕克的面積為1.79平方千米，皆為陸地。當地共有人口542人，而人口密度為每平方千米303人。